# Рекузанты
Рекуза́нты (англ. reсusants, от лат. recuso «отказываться, возражать») — в истории Англии и Уэльса лица, из принципиальных соображений отказывавшиеся принимать обязательное участие в англиканских богослужениях. Впервые этот термин был применён в статуте 1593 года по отношению к английским подданным, сохранявшим приверженность Римско-католической церкви («An Act for restraining Popish recusants»). Принятые в правление Елизаветы I (1558—1603) акты, направленные против рекузантов, действовали вплоть до своей отмены в 1650 году. Эти акты предполагали различные меры наказания для всех, кто не принимал участия в англиканской религиозной деятельности: штрафы, конфискацию собственности, тюремное заключение. В ряде случаев упорствующих католиков-рекузантов ожидала смертная казнь. К настоящему времени в Католической Церкви прославлен в качестве святых и блаженных мучеников 241 человек, казнённый в Англии в XVI—XVII веках.
На территории Британии сохранялись районы, где и после Реформации католичество оставалось наиболее массовой религией (некоторые части Ланкашира, Йоркшира и Камбрии, в Шотландии — части Шотландского высокогорья и южных Гебридских островов). Однако в наши дни «рекузантами» называют главным образом потомков британской католической знати (джентри и пэров).
Историки полагают, что члены семьи Уильяма Шекспира были рекузантами.